# Кім Джон Де
Кім Джон Де (кор. 김 종대; нар. 21 жовтня 1981) — південнокорейський борець вільного та греко-римського стилів, чемпіон світу серед військовослужбовців як у вільній, так і у греко-римській боротьбі, срібний призер Кубку світу, учасник Олімпійських ігор у змаганнях з вільної боротьби.

## Життєпис
Боротьбою почав займатися з 1994 року.
Виступав за борцівський клуб Корейського національного спортивного університету, Сеул.

## Спортивні результати на міжнародних змаганнях

### Виступи на Олімпіадах
| Змагання                    | Збірна         | Вагова категорія          | Місце |
| --------------------------- | -------------- | ------------------------- | ----- |
| Літні Олімпійські ігри 2008 | Південна Корея | вільна боротьба, до 60 кг | 13    |

### Виступи на Чемпіонатах Азії
| Змагання                       | Збірна         | Вагова категорія          | Місце |
| ------------------------------ | -------------- | ------------------------- | ----- |
| Чемпіонат Азії з боротьби 2005 | Південна Корея | вільна боротьба, до 55 кг | 5     |
| Чемпіонат Азії з боротьби 2008 | Південна Корея | вільна боротьба, до 60 кг | 8     |
| Чемпіонат Азії з боротьби 2009 | Південна Корея | вільна боротьба, до 60 кг | 8     |

### Виступи на Азійських іграх
| Змагання           | Збірна         | Вагова категорія          | Місце |
| ------------------ | -------------- | ------------------------- | ----- |
| Азійські ігри 2002 | Південна Корея | вільна боротьба, до 55 кг | 10    |

### Виступи на Кубках світу
| Змагання                    | Збірна         | Вагова категорія                 | Місце  |
| --------------------------- | -------------- | -------------------------------- | ------ |
| Кубок світу з боротьби 2002 | Південна Корея | вільна боротьба, до 55 кг        | Срібло |
| Кубок світу з боротьби 2006 | Південна Корея | греко-римська боротьба, до 55 кг | 5      |

### Виступи на Чемпіонатах світу серед військовослужбовців
| Змагання                                                  | Збірна         | Вагова категорія                 | Місце  |
| --------------------------------------------------------- | -------------- | -------------------------------- | ------ |
| Чемпіонат світу з боротьби серед військовослужбовців 2005 | Південна Корея | вільна боротьба, до 55 кг        | Золото |
| Чемпіонат світу з боротьби серед військовослужбовців 2005 | Південна Корея | греко-римська боротьба, до 55 кг | Золото |

### Виступи на інших змаганнях
| Змагання                                                      | Збірна         | Вагова категорія          | Місце  |
| ------------------------------------------------------------- | -------------- | ------------------------- | ------ |
| Олімпійський кваліфікаційний турнір з боротьби 2008 (Варшава) | Південна Корея | вільна боротьба, до 60 кг | Срібло |
| Турнір Дана Колова — Николи Петрова 2011                      | Південна Корея | вільна боротьба, до 60 кг | 10     |

### Виступи на змаганнях молодших вікових груп
| Змагання                                      | Збірна         | Вагова категорія                 | Місце |
| --------------------------------------------- | -------------- | -------------------------------- | ----- |
| Чемпіонат світу з боротьби серед юніорів 2000 | Південна Корея | вільна боротьба, до 54 кг        | 10    |
| Чемпіонат світу з боротьби серед юніорів 2001 | Південна Корея | греко-римська боротьба, до 54 кг | 6     |